# Pygospio elegans
Pygospio elegans ist ein mariner Ringelwurm aus der Familie der Spionidae innerhalb der Klasse der Vielborster (Polychaeten), der in Meeren weltweit verbreitet ist.

## Merkmale
Pygospio elegans hat einen bis etwa 1,5 cm langen, zylindrischen, gelblichen und vorn grünlichen Körper mit rund 60 Segmenten. Das schmale Prostomium ist vorn leicht eingeschnitten und trägt 2 bis 8 unregelmäßig angeordnete Augen, aber keine Antennen. An seinem Hinterende sitzt eine Karunkel, die bis zum Vorderrand des 2. Segments reicht. 2 lange Palpen sind vorhanden.
Die Lappen hinter den Borsten der Notopodien sind an den vorderen Segmenten oval bis fingerförmig, an den folgenden, kiementragenden Segmenten ganz mit den Kiemen verschmolzen und hinter den kiementragenden Segmenten kurz und oval. Die Lappen hinter den Borsten der Neuropodien sind an den vorderen Segmenten oval, an den dahinter liegenden Segmenten breit gerundet. Alle Notopodien haben kapillarförmige Borsten, die Notopodien der vorderen Segmente auch lanzettliche Borsten. Die Neuropodien an den vorderen Segmenten haben kapillarförmige Borsten, während an den Neuropodien ab dem 8. oder 9. Segment je 4 bis 5 gebeugte Haken mit Haube sitzen. Die Kiemen sitzen an den Segmenten ab dem 11. bis 20. borstentragenden Segment, wobei die Weibchen 7 bis 9 Paar Kiemen und die Männchen 20 bis 28 Paar Kiemen haben. Die Männchen haben auch ein Paar Cirren oder Kiemen am 2. borstentragenden Segment. Am Pygidium sitzen 4 spitze und mit Papillen besetzte Lappen.

## Verbreitung, Lebensraum und Lebensweise
Pygospio elegans ist in der gesamten Nordsee, im Skagerrak, Kattegat, Öresund, der Ostsee, im nördlichen Pazifischen Ozean, dem nördlichen Atlantischen Ozean bis zum Mittelmeer, dem Schwarzen Meer, dem Arktischen Ozean sowie den Küsten Südafrikas und Australiens verbreitet.
Der Polychaet lebt in der Gezeitenzone und darunter in Felsspalten und verlassenen Molluskenschalen, wobei er auch im Brackwasser von Ästuaren zu finden ist.
Mit seinen beiden Palpen sammelt Streblospio benedicti Nahrungspartikel aus Detritus von der Substratoberfläche ein und befördert sie zum Mund. Alternativ vermag der Polychaet auch als Filtrierer Detritus aus der Wasserströmung einzusammeln und stellt hierzu seinen Ernährungsmodus um.

## Entwicklungszyklus
Pygospio elegans ist getrenntgeschlechtlich, und die Entwicklung verläuft über eine als Zooplankton lebende, Phytoplankton fressende Larve, die schließlich bei einer Anzahl von 18 bis 22 borstentragenden Segmenten niedersinkt und zu einem kriechenden Wurm metamorphosiert.
Anders als viele andere Polychaeten vermehrt sich Pygospio elegans auch ungeschlechtlich durch Architomie.